# Korai buddhizmus
A korai buddhizmus kifejezés két egymástól különálló időszakra vonatkozhat, amelyeket két szócikk tárgyal:
- Elő-szektariánus buddhizmus - Gautama Buddha tanításaira és a korabeli szangha közösségi szerveződéseire utal.
- Korai buddhista iskolák - azok az iskolák, amelyekre az elő-szektariánus buddhizmus feloszlott (a vinaja szempontjából formális egyházszakadásról beszélhetünk).

## Időtartama
Az elő-szektariánus buddhizmus időszaka Gautama Buddha halála után mintegy 150 évig tartott. A buddhista közösségekben történő szakadások egybeesnek az egyes iskolák által bevezetett Abhidhamma szövegek bevezetésével. Az iskolák eltérő módon értelmezték ezeket a szövegeket és az egymás közötti viták javarészt ebből alakultak ki. A tanok értelmezési különbségeiből fakadó szétválások után is voltak nézeteltérések a vinaját illetően, amely magába foglalta a buddhista közösségek, illetve a szerzetesrendek magaviseletének szabályait. Az elő-szektariánus buddhizmusban, egy laza vázat leszámítva, még nem léteztek Abhidhamma szövegek és egyes iskolák a későbbiekben sem fejlesztettek ki Abhidhamma irodalmat.

## Szektariánus fejlesztések

### Eredeti szövegek továbbfejlesztése
Miután a szangha felbomlott a korai buddhista iskolákra és a mahájánára, számos - az adott kor számára fontos - új tan, írás és gyakorlat jelent meg, amelyeket a szerzetesek hozták létre. Az elő-szektariánus buddhizmus időszakában ezek a későbbi tankiegészítések még nem léteztek és nem képezték a buddhista gyakorlatok és tanítások részét.
A későbbi iskolák közötti viták ezek miatt az újonnan bevezetett tanok, gyakorlatok és elképzelések miatt keletkeztek. A szerzetesek az érveiket régebbi szövegekre alapozták, mint a Szutta-pitaka vagy a Vinaja-pitaka). A szekták közötti viaskodás alapja leggyakrabban az Abhidhamma és a Mahájána tanítások voltak.

### Új szövegek
Egyes tudós szerint a túlzott betűrend szerinti fordítások és értelmezések okozták a korai tanok megváltozását. Túl nagy figyelmet szenteltek a szavak megválogatására és kevesebbet a beszélő szándékára, amely valójában a szöveg lényege volt.
A következő buddhista szövegek még nem vagy csak igen kezdetleges formában léteztek ebben az időszakban:

#### Abhidhamma
A kánon egyik fő részének, az Abhidhamma-pitakának kacifántos története van. A mahászánghika néhány más iskolával együtt nem fogadta el az Abhidhamma-pitakát a kánon részeként Egy másik iskola az Abhidhammát a Khuddaka-nikáján belül helyezte el. Ráadásul az Abhidhamma páli változata kizárólag théraváda gyűjteménynek számít, amely kevés hasonlóságot mutat az egyéb buddhista iskolák által elfogadott Abhidhammával. A korai iskolák különböző Abhidhamma filozófiái nem jutottak dűlőre az Abhidhammát illetően, ezért ebben a korban a buddhizmust a megosztottság jellemezte. A páli kánon legkorábbi szövegei (a Szutta-nipáta és a Dzsátakák egy része) a Szutta-pitaka első négy (korai) nikájával együtt nem tesz említést az Abhidhamma-pitákáról. Az Abhidhammát nem említi a közvetlenül a Buddha halála után tartott első buddhista zsinat sem. A tanácskozásról készült beszámoló viszont megemlíti a vinaját és a Szutta-pitaka nikájákat.
Annak ellenére, hogy az Abhidhamma-pitakát a Szutta-pitaka korábbi tanításaihoz szánták kiegészítőnek, hamarosan egy új szerzetesi tudósközösség életének a központi részévé vált. A különböző Abhidhamma műveket Buddha halála után 200 évvel kezdték megírni
A théraváda hagyományban úgy tartják, hogy az Abhidhammát Buddha elhunyt édesanyjának tanította, aki a Tavatimsza mennyországban született újra. Egyes tudósok ezt elutasítják azzal, hogy az Abhidhamma iromadomnak csupán kis része létezett korai formában.

#### A Khuddaka-nikája részei
A Khuddaka-nikája részei két történelmi szakaszra bonthatók. A korai szövegek a második buddhista tanácskozás előtt keletkeztek (kevesebb mint 100 évvel Buddha parinirvánája után), a későbbi szövegek a második tanácskozás után, tehát a Szutta-pitakához később lettek hozzáadva. A dzsátakák eredeti versei a kánon legkorábbi szövegei közé tartoznak, viszont a benne lévő mesék (jóval híresebbek) csupán később hozzáadott magyarázó jellegű szövegek.
A későbbi szövegek közé sorolható írások:
- Khuddakapatha
- Vimanavatthu
- Petavatthu
- Niddesza
- Patisambhidá-magga
- Apadána
- Buddhavamsza
- Csarijá-pitaka

valamint a burmai kánon részét képező 3 könyv:
- Milindapanha
- Nettippakarana
- Petakopadesza

#### Parivara
A Parivára, a Vinaja-pitaka utolsó könyvét csak később adták a vinajához.

#### Egyéb későbbi szöveg
- az összes mahájána szútra.[14]
- a théraváda és a korai buddhista iskolák összes magyarázószövege.

### Később bevezetett nézetek
Néhány buddhista nézet nem létezett a elő-szektariánus buddhizmusban.
- a páramiták építésének elképzelése: a páramitákat említő théraváda és mahájána szövegek is későbbi koncepciók.
- a bodhiszattvafogadalom elképzelése: csak a mahájána szútrákban létezik.

## Idővonal
| Idővonal: Buddhista hagyományok fejlődése és terjedése (i.e. 450 körül – i.sz. 1300 körül)                |                                     |                         |                         | | |                  |                            |                            |                            |                            |                            |  |
| |                                     |                         |                         | | |                  |                            |                            |                            |                            |                            |  |
| | i. e. 450                           | i. e. 450               | i.e. 250                | 100 | 100 | 500              | 500                        | 700                        | 800                        | 800                        | 1200                       |  |
| |                                     |                         |                         | | |                  |                            |                            |                            |                            |                            |  |
| India | Korai szangha                       |                         |                         | | |                  |                            |                            |                            |                            |                            |  |
| India | Korai szangha                       | Korai buddhista iskolák | Korai buddhista iskolák | Korai buddhista iskolák                                                                                                  | Korai buddhista iskolák                                                                                                  | Mahájána         | Mahájána                   | Vadzsrajána                | Vadzsrajána                | Vadzsrajána                |                            |  |
| India | Korai szangha                       | Korai buddhista iskolák | Korai buddhista iskolák | Korai buddhista iskolák                                                                                                  | Korai buddhista iskolák                                                                                                  |                  |                            |                            |                            |                            |                            |  |
| India | Korai szangha                       |                         |                         | | |                  |                            |                            |                            |                            |                            |  |
| India | Korai szangha                       |                         |                         | | |                  |                            |                            |                            |                            |                            |  |
| |                                     |                         |                         | | |                  |                            |                            |                            |                            |                            |  |
| Srí Lanka és Délkelet-Ázsia                                                                               |                                     |                         |                         | | |                  |                            |                            |                            |                            |                            |  |
| Théraváda buddhizmus                                                                                      |                                     |                         |                         | | |                  |                            |                            |                            |                            |                            |  |
| |                                     |                         |                         | | |                  |                            |                            |                            |                            |                            |  |
| |                                     |                         |                         | | |                  |                            |                            |                            |                            |                            |  |
| Tibet |                                     |                         |                         | | |                  |                            | Nyingma                    | Nyingma                    |                            |                            |  |
| Tibet |                                     |                         |                         | | |                  |                            | Nyingma                    | Nyingma                    |                            |                            |  |
| Tibet | Kadam                               |                         |                         | | |                  |                            | Nyingma                    | Nyingma                    |                            |                            |  |
| Tibet | Kagyü                               |                         |                         | | |                  |                            | Nyingma                    | Nyingma                    |                            |                            |  |
| Tibet | Dagpo                               |                         |                         | | |                  |                            | Nyingma                    | Nyingma                    |                            |                            |  |
| Tibet | Szakja                              |                         |                         | | |                  |                            | Nyingma                    | Nyingma                    |                            |                            |  |
| Tibet | Dzsonang                            |                         |                         | | |                  |                            | Nyingma                    | Nyingma                    |                            |                            |  |
| |                                     |                         |                         | | |                  |                            |                            |                            |                            |                            |  |
| Kelet-Ázsia                                                                                               |                                     |                         |                         | Korai buddhista iskolák és a Mahájána ( a selyemúton keresztül Kínába, óceáni kapcsolattal Indiába és egészen Vietnámig) | Korai buddhista iskolák és a Mahájána ( a selyemúton keresztül Kínába, óceáni kapcsolattal Indiába és egészen Vietnámig) |                  | Tangmi / Han-csuan Mi-cung | Tangmi / Han-csuan Mi-cung | Tangmi / Han-csuan Mi-cung | Tangmi / Han-csuan Mi-cung | Tangmi / Han-csuan Mi-cung |  |
| Kelet-Ázsia                                                                                               |                                     | Nara                    | Nara                    | Korai buddhista iskolák és a Mahájána ( a selyemúton keresztül Kínába, óceáni kapcsolattal Indiába és egészen Vietnámig) | Korai buddhista iskolák és a Mahájána ( a selyemúton keresztül Kínába, óceáni kapcsolattal Indiába és egészen Vietnámig) | Singon           | Singon                     | Singon                     |                            |                            |                            |  |
| Kelet-Ázsia                                                                                               | Csan                                |                         |                         | Korai buddhista iskolák és a Mahájána ( a selyemúton keresztül Kínába, óceáni kapcsolattal Indiába és egészen Vietnámig) | Korai buddhista iskolák és a Mahájána ( a selyemúton keresztül Kínába, óceáni kapcsolattal Indiába és egészen Vietnámig) |                  |                            |                            |                            |                            |                            |  |
| Kelet-Ázsia                                                                                               | Thiền, Szon                         |                         |                         | Korai buddhista iskolák és a Mahájána ( a selyemúton keresztül Kínába, óceáni kapcsolattal Indiába és egészen Vietnámig) | Korai buddhista iskolák és a Mahájána ( a selyemúton keresztül Kínába, óceáni kapcsolattal Indiába és egészen Vietnámig) |                  |                            |                            |                            |                            |                            |  |
| Kelet-Ázsia                                                                                               |                                     | Zen                     |                         | Korai buddhista iskolák és a Mahájána ( a selyemúton keresztül Kínába, óceáni kapcsolattal Indiába és egészen Vietnámig) | Korai buddhista iskolák és a Mahájána ( a selyemúton keresztül Kínába, óceáni kapcsolattal Indiába és egészen Vietnámig) |                  |                            |                            |                            |                            |                            |  |
| Kelet-Ázsia                                                                                               | Tientaj                             |                         |                         | Korai buddhista iskolák és a Mahájána ( a selyemúton keresztül Kínába, óceáni kapcsolattal Indiába és egészen Vietnámig) | Korai buddhista iskolák és a Mahájána ( a selyemúton keresztül Kínába, óceáni kapcsolattal Indiába és egészen Vietnámig) |                  |                            |                            |                            |                            |                            |  |
| Kelet-Ázsia                                                                                               | Tendai                              |                         |                         | Korai buddhista iskolák és a Mahájána ( a selyemúton keresztül Kínába, óceáni kapcsolattal Indiába és egészen Vietnámig) | Korai buddhista iskolák és a Mahájána ( a selyemúton keresztül Kínába, óceáni kapcsolattal Indiába és egészen Vietnámig) |                  |                            |                            |                            |                            |                            |  |
| Kelet-Ázsia                                                                                               | Nicsiren                            |                         |                         | Korai buddhista iskolák és a Mahájána ( a selyemúton keresztül Kínába, óceáni kapcsolattal Indiába és egészen Vietnámig) | Korai buddhista iskolák és a Mahájána ( a selyemúton keresztül Kínába, óceáni kapcsolattal Indiába és egészen Vietnámig) |                  |                            |                            |                            |                            |                            |  |
| Kelet-Ázsia                                                                                               | Dzsódo                              |                         |                         | Korai buddhista iskolák és a Mahájána ( a selyemúton keresztül Kínába, óceáni kapcsolattal Indiába és egészen Vietnámig) | Korai buddhista iskolák és a Mahájána ( a selyemúton keresztül Kínába, óceáni kapcsolattal Indiába és egészen Vietnámig) |                  |                            |                            |                            |                            |                            |  |
| |                                     |                         |                         | | |                  |                            |                            |                            |                            |                            |  |
| Közép-Ázsia és Tarim-medence                                                                              |                                     |                         | Gréko-buddhizmus        | Gréko-buddhizmus | Gréko-buddhizmus | Gréko-buddhizmus |                            |                            |                            |                            |                            |  |
| Közép-Ázsia és Tarim-medence                                                                              |                                     |                         |                         | | |                  |                            |                            |                            |                            |                            |  |
| Közép-Ázsia és Tarim-medence                                                                              | A buddhizmus terjedése a selyemúton |                         |                         | | |                  |                            |                            |                            |                            |                            |  |
| |                                     |                         |                         | | |                  |                            |                            |                            |                            |                            |  |
| | i.e. 450                            | i.e. 450                | i.e. 250                | 100 | 100 | 500              | 500                        | 700                        | 800                        | 800                        | 1200                       |  |
| \| \| Magyarázat: \| \| = Théraváda \| \| = Mahájána \| \| = Vadzsrajána \| \| = Vegyes / szinkretikus \| |                                     |                         |                         | | |                  |                            |                            |                            |                            |                            |  |
| | Magyarázat:                         |                         | = Théraváda             | | = Mahájána |                  | = Vadzsrajána              |                            | = Vegyes / szinkretikus    |                            |                            |  |